# Šefket Hasanefendić
Šefket Hasanefendić (Mostar, 21. studenoga 1905. – Beograd, 20. siječnja 1967.), hrvatski visoki vojni dužnosnik Kraljevine Jugoslavije, u NDH, poslije u partizanima

## Životopis
Rodio se u Mostaru. Bio je djelatni časnik od Vojske Kraljevine Jugoslavije. Proglašenjem NDH prešao u postrojbe NDH. Nosio čin glavnostožernog potpukovnika. Ljeta 1941. bio je glavar Stožera Sdruga graničnih lovaca u borbama protiv četnika u istočnoj Bosni. Uz manje prekide od listopada 1941. do listopada 1944. obnaša dužnost je pročelnika glavnostožernog odjela III. domobranskog zbornog područja u Sarajevu. Studenoga godine 1944. je prešao partizanima. Umro u Beogradu 1967. godine.